# Neocrangon resima
Neocrangon resima är en kräftdjursart som först beskrevs av M. J. Rathbun 1902.  Neocrangon resima ingår i släktet Neocrangon och familjen Crangonidae. Inga underarter finns listade i Catalogue of Life.